# Сътрудничество (еволюция)
Сътрудничество е вид поведение на организмите, което подпомага други членове на същия вид. Съществуват няколко съперничещи си теории за обяснение на начина, по който естествения отбор насърчава някои видове сътрудническо поведение - теорията за роднинския отбор, за резипрочността, за пазарния ефект и за многопластовия (multi-level) отбор. На практика истината за причините, обуславящи това поведение, се намира отчасти във всяка една от тях.Руският анархист Пьотр Кропоткин нарича процеса взаимопомощ и разширява действието му и в сферата на психологията и обществения живот при хората.
|  | Тази страница частично или изцяло представлява превод на страницата Co-operation (evolution) в Уикипедия на английски. Оригиналният текст, както и този превод, са защитени от Лиценза „Криейтив Комънс – Признание – Споделяне на споделеното“, а за съдържание, създадено преди юни 2009 година – от Лиценза за свободна документация на ГНУ. Прегледайте историята на редакциите на оригиналната страница, както и на преводната страница, за да видите списъка на съавторите. ВАЖНО: Този шаблон се отнася единствено до авторските права върху съдържанието на статията. Добавянето му не отменя изискването да се посочват конкретни източници на твърденията, които да бъдат благонадеждни. |